# Awienir Konstienczik
Awienir Markowicz Konstienczik, ros. Авенир Маркович Констенчик (ur. 21 lipca?/2 sierpnia 1889 w Grodnie, zm. 29 grudnia 1935 r. w Stołpcach) – rosyjski wojskowy (pułkownik), emigrant.

## Życiorys
W 1908 r. ukończył prawosławne seminarium duchowne w Wilnie, zaś w 1910 r. szkołę wojskową w Wilnie. Służył w stopniu podporucznika w 33 Jeleckim Pułku Piechoty. W 1913 r. w stopniu porucznika przeszedł do 11 Korpuśnego Oddziału Lotniczego. W 1914 r. ukończył wojskową szkołę lotniczą w Gatczynie. Brał udział w I wojnie światowej. Służył w Oddziale Lotniczym Twierdzy Brześć Litewski, a następnie w Eskadrze Statków Powietrznych. W 1915 r. został zastępcą dowódcy samolotu „Ilja Muromiec – V”. Na początku 1916 r. objął dowództwo samolotu „Ilja Muromiec – X”. W połowie kwietnia tego roku został ciężko ranny podczas lotu bojowego w rejonie Friedrichstadt. Po wyleczeniu służył w służbie naziemnej Eskadry Statków Powietrznych. W 1917 r. awansował na sztabskapitana. W 1918 r. wstąpił do wojsk Białych gen. Antona I. Denikina. W połowie października 1920 r. wraz z pozostałymi wojskowymi został ewakuowany z Krymu do Gallipoli. Na emigracji zamieszkał w Królestwie SHS. Po kilku latach przeniósł się do Polski, gdzie żył w Mołodecznie, zaś od 1933 r. u brata – prawosławnego duchownego – w Stołpcach. Był psalmistą w miejscowej cerkwi. Ponadto uczył religii w okolicznych szkołach wiejskich. Został odznaczony Orderem Świętego Jerzego IV klasy, Orderem Świętego Włodzimierza IV klasy, Orderem Świętej Anny II i III klasy, Orderem Świętego Stanisława II i III klasy. Na grobie A. M. Konstienczika znajduje się napis, że był on pułkownikiem.